# Ulrikke
Ulrikke er et pigenavn, der er dannet ud fra drengenavnet Ulrik. Navnet findes også i varianter som Ulrikka, Ulrika og Ulrike.[kilde mangler] Navnet betyder "ulvens kraft" eller "hjertets kraft". Kortformen Ulla er afledt af dette navn.[kilde mangler]

## Kendte personer med navnet
- Ulrikke Eleonora, svensk dronning.
- Ulrika Eleonora den yngre, svensk regerende dronning.
- Ulrike Meinhof, tysk terrorist.

## Andet
- Ulrika, tætsted i Linköping kommune i Sverige, opkaldt efter dronning Ulrika Eleonora den yngre